# Primera División (Uruguay) 1958
Die Saison 1958 der Primera División war die 55. Spielzeit (die 27. der professionellen Ära) der höchsten uruguayischen Spielklasse im Fußball der Männer, der Primera División.
Die Primera División bestand in der Meisterschaftssaison des Jahres 1958 aus zehn Vereinen, deren Mannschaften in den insgesamt 90 Meisterschaftsspielen jeweils zweimal aufeinandertrafen. Es fanden 18 Spieltage statt. Die Meisterschaft gewann Peñarol Montevideo als Tabellenerster vor Nacional Montevideo und den Rampla Juniors als Zweitem und Drittem der Saisonabschlusstabelle. Als Tabellenletzter stieg Centro Atlético Fénix aus der Primera División in die Segunda División ab. Torschützenkönig wurde mit zwölf Treffern Manuel Pedersen.

## Jahrestabelle
| Pl. | Verein                  | Sp. | S  | U | N  | Tore    | Diff. | Punkte |
| --- | ----------------------- | --- | -- | - | -- | ------- | ----- | ------ |
| 1.  | Peñarol Montevideo      | 18  | 10 | 4 | 4  | 033:160 | +17   | 24     |
| 2.  | Nacional Montevideo (M) | 18  | 8  | 7 | 3  | 037:150 | +22   | 23     |
| 3.  | Rampla Juniors          | 18  | 10 | 3 | 5  | 029:180 | +11   | 23     |
| 4.  | Sud América (N)         | 18  | 7  | 7 | 4  | 020:160 | +4    | 21     |
| 5.  | Montevideo Wanderers    | 18  | 5  | 8 | 5  | 026:280 | −2    | 18     |
| 6.  | Liverpool FC            | 18  | 7  | 3 | 8  | 026:400 | −14   | 17     |
| 7.  | Club Atlético Defensor  | 18  | 5  | 6 | 7  | 032:320 | ±0    | 16     |
| 8.  | CA Cerro                | 18  | 3  | 8 | 7  | 020:260 | −6    | 14     |
| 9.  | Danubio FC              | 18  | 2  | 9 | 7  | 024:350 | −11   | 13     |
| 10. | Centro Atlético Fénix   | 18  | 3  | 5 | 10 | 024:450 | −21   | 11     |

| (M) | Meister der vorangegangenen Saison  |
| (N) | Aufsteiger aus der Segunda División |